# Johan Christian Castberg

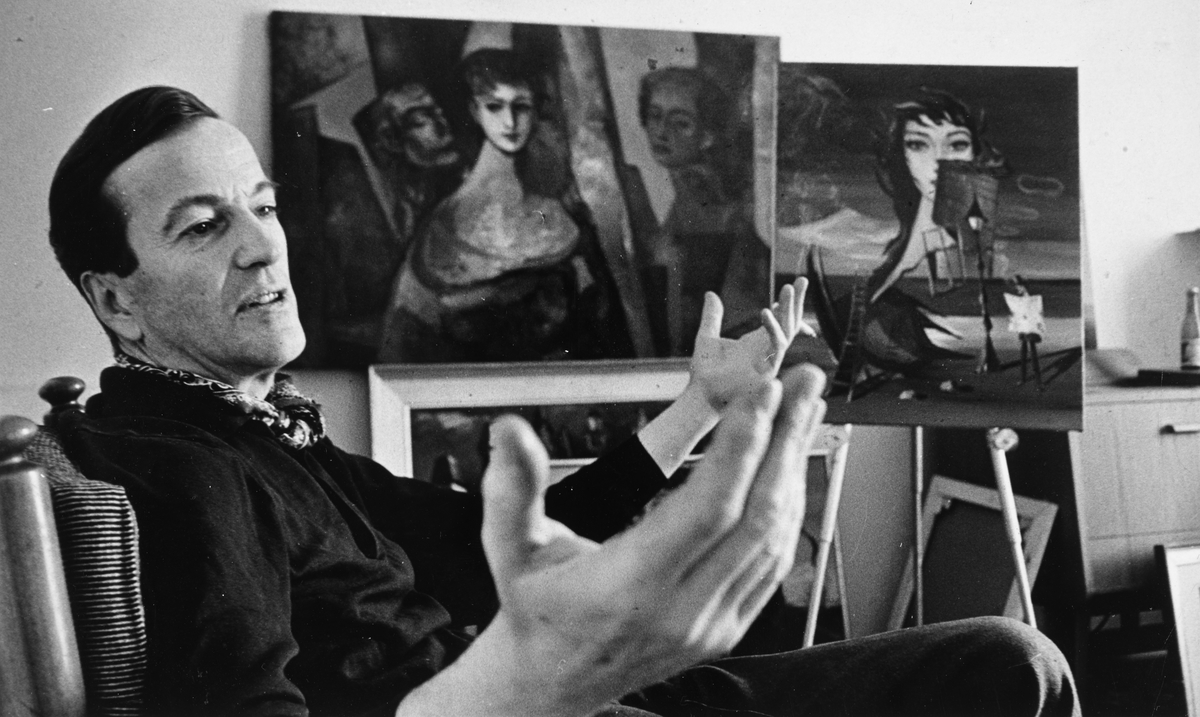
Johan Christian Castberg, (1911–1988)

Johan Christian Castberg (* 1. Februar 1911 in Bergen; † 6. November 1988 in Bærum, Akershus) war ein norwegischer Zeichner und Maler. Als musikalisches Wunderkind debütierte er 13-jährig als Violinsolist mit dem von seinem Vater dirigierten Bergener Symphonieorchester. Mit 17 Jahren halbseitig ertaubt, widmete er sich dem Porträtzeichnen, zunächst als Zeitungskarikaturist und Buchillustrator. Er etablierte sich in den 1950er Jahren in Europa und den USA als gefragter Porträtist und Salonmaler und machte sich einen Ruf als Dandy, Schürzenjäger und Snob. Seine an der Grenze zum Kitsch stehende Kunst war zu seinen Lebzeiten sehr erfolgreich.

## Leben

### Familie
Johan Christian Castberg war das jüngste Kind des Geigers Torgrim Castberg (1874–1928) und seiner Frau Ida Anker (1876–1945). Sein Vater entstammte der alten norwegischen Familie Castberg, die Mutter war eine Tochter von Herman Anker, dem Gründer der ersten Volkshochschule in Norwegen. Johan Christian war der Neffe des Sozialpolitikers Johan Castberg und der Frauenrechtlerinnen Katti Anker Møller, Ella Anker und Hanna Castberg von der Lippe. Seine Schwester Katti Wankel gab mit der Zeitschrift Hus og Have (Haus und Garten) das erste norwegische Magazin für Innenarchitektur und Lifestyle heraus.

### Musikalische Jugend
Vater Torgrim war ein für Norwegen bedeutender Geigenlehrer und Dirigent, der 1905 die Musikakademie in Bergen (später Musikkonservatorium Bergen) gegründet hatte und bis zu seinem Tod als Direktor leitete. Die Familie wohnte zur Zeit von Johan Christians Geburt auf Fosswinckelsgate 20 und zehn Jahre später auf Vestre Torvgate 5 und 7.
Sohn Johan Christian lernte schon als Kind von seinem Vater das Geigenspiel und galt als Wunderkind. Er debütierte im Alter von 13 Jahren als Violinsolist mit dem vom Vater dirigierten Bergener Symphonieorchester Harmonien. Außer von seinem Vater wurde er auch von Lehrern in Stockholm und Paris ausgebildet.
Im Juni 1928 hielten sich Vater und Sohn in Paris auf, um dort aufzutreten. Der 17-jährige Johan Christian zog sich eine Streptokokkeninfektion mit nachfolgender Meningitis zu. Er überlebte, blieb jedoch auf dem linken Ohr taub. Damit war eine Karriere als professioneller Musiker unmöglich geworden und Johan Christian spielte von nun an nur mehr zu seinem Vergnügen.
Für Torgrim Castberg nehm der Parisaufenthalt ein noch schlimmeres Ende: „Während er ihn [Johan Christian] pflegte, vernachlässigte Torgrim Castberg eine nagende Wunde, die er sich am Fuß zugezogen hatte. Daraus entwickelte sich eine Blutvergiftung, die zum Tod führte. Er wurde in der schwedischen Kirche in Paris beigesetzt und am 19. Juni 1928 dort eingeäschert.“

### Neubeginn als Zeichner

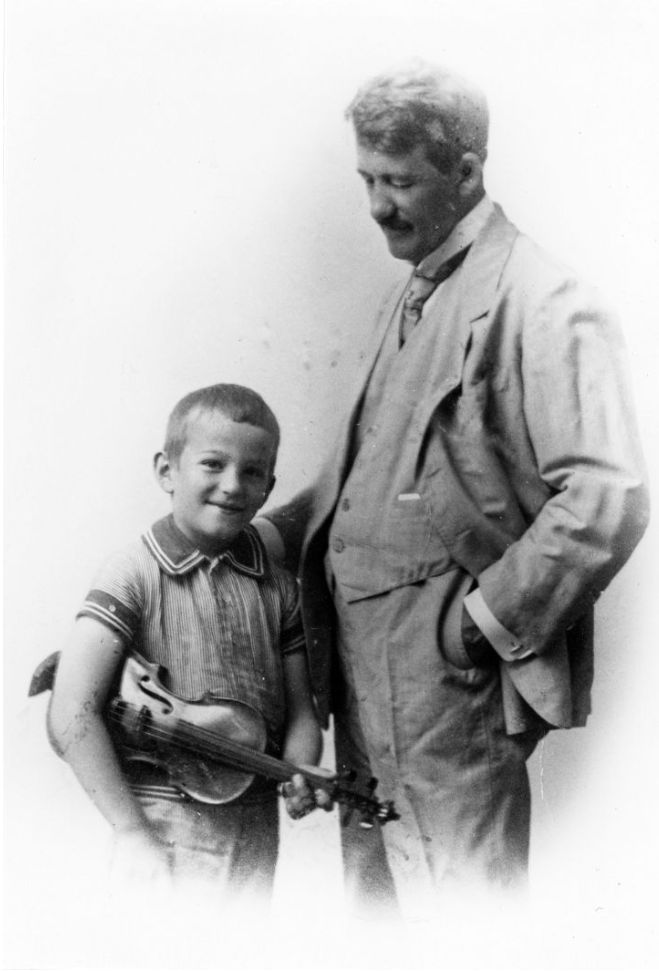
Torgrim Castberg und sein Sohn Johan Christian

Nach dem Schicksalsschlag besann sich Johan Christian Castberg auf sein anderes Talent, das visuelle. Er wurde von Henrik Sørensen (1882–1962) ermuntert und im Porträtzeichnen unterrichtet. „Er arbeitete in den 1930er und 1940er Jahren als Illustrator für norwegische und schwedische Zeitungen und entwickelte einen stilvollen und witzigen Stil.“ Seine Karikaturen erschienen im Morgenbladet und in Norwegens erstem Einrichtungs- und Lifestyle-Magazin Hus og Have (das von seiner Schwester herausgegeben wurde). Für die Zeitschrift Röster i radio-TV zeichnete er eine Reihe von Porträts berühmter Persönlichkeiten der damaligen Zeit. Dazwischen unternahm er Reisen in die USA, nach Frankreich, Italien und Dänemark.
Und er heiratete zum ersten Mal, die schwedische Pianistin, Cembalistin und Klavierlehrerin Ingrid Kjellström (* 7. September 1904 in Solna bei Stockholm; † 24. September 1946 in Stockholm), Tochter von Sven Källström und Karin Sofia Selander. Für Ingrid war es die zweite Ehe, sie dauerte von 1929 bis zu ihrem Tod 1946.

### Gesellschaftsmaler
Ab den 1940er Jahren arbeitete Johan Christian Castberg in Öl, wiederum hauptsächlich Porträts. Zahlreiche berühmte Persönlichkeiten standen ihm Modell. Schon 1942 porträtierte er den Bildhauer Carl Eldh und den schwedischen Prinzen Eugen. Dazu kamen später noch Porträts von Sophia Loren, Ava Gardner, Wenche Foss, Herbert von Karajan, Igor Strawinsky, Leonard Bernstein, Isaac Stern, Arthur Rubenstein, Erik Werenskiold, Oskar Kokoschka, König Gustav Adolf, König Haakon, Lord Mountbatten und vielen anderen weniger berühmten, aber wohlhabenden Personen.
In den 1950er Jahren etablierte Johan Christian Castberg sich in Europa und den USA als gefragter Porträtist und als „einer der bedeutendsten europäischen Gesellschaftsmaler. […] Durch sein umfangreiches Netzwerk, seine soziale Kompetenz und seine Fähigkeit, sich zu inszenieren, erhielt er Aufträge. Er gewann den Auftrag, Sophia Loren zu porträtieren, im Wettbewerb mit über 300 anderen Malern in Rom.“ Nach seinem Tod wurde er von Arne Hestenes im Dagbladet so gewürdigt: „Mit seiner teuren Palette verjüngte Castberg die Porträts von Prinzessinnen, Herzoginnen, Finanzmagnaten, perlenbestückten Botschaftergattinnen und bedeutenden Politikern. […] Mehrere Porträts mit Castbergs Unterschrift hängen in den Häusern der Besserverdienenden in Oslo.“ (zitiert bei) Und nicht nur dort.
1950 hatte er im Kunstnerforbundet in Oslo seine erste Einzelausstellung; weitere folgten in Finnland, Paris, Rom und Genf. Eine große internationale Anerkennung war 1964 der Ankauf von fünf Gemälden durch das Musée des Beaux Arts de la ville de Paris (heute Petit Palais).

### Surrealismus
Außer Porträts malte Johan Christian Castberg auch „surrealistisch geprägte Fantasielandschaften und Traumvisionen mit nackten Bäumen, Frauenköpfen, dem Meer und Booten. […] Castbergs Ausdrucksweise ist vielfältig, aber er behält seine leichte und elegante, oft witzige Strichführung und sein sicheres kompositorisches Können bei.“ Er selbst betrachtete sich als Surrealist und Salvador Dalí als großes Vorbild, „aber Castbergs malerische Qualitäten waren meilenweit von der technischen Virtuosität Dalís entfernt. Vielmehr muss Castbergs Kunst heute als an der Grenze zum Kitsch stehend bezeichnet werden. In seinen Bildern tauchen immer wieder klischeehafte symbolische Elemente auf, wie Ruinen, ein sich aufbäumendes Pferd, ein gestrandetes Boot, ein Vogel, ein Gitarrenspieler, ein Harlekin und natürlich schöne Frauen. Castberg hatte einen unverwechselbaren Stil.“

### Snobismus

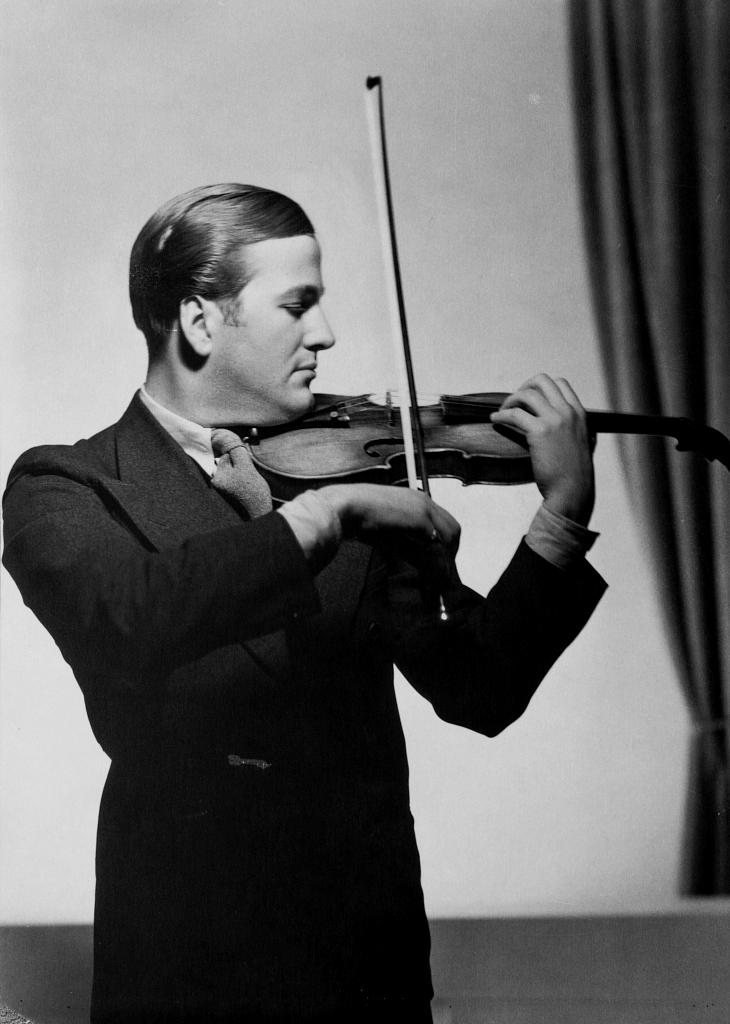
Der jugendliche Johan Christian Castberg spielt Geige, um 1928

Spätestens in den 1970er Jahren hatte Castberg sich „einen Namen als Dandy, Schürzenjäger, Bonvivant und Gentleman in der Stadt gemacht. Die zwei bis drei Monate im Jahr, die er in Norwegen verbrachte, verbrachte er oft im alten Hotel Nobel an der Karl Johans gate, wo er seine zahlreichen Kunden empfing.“ Er war ein eklatanter Snob und brüstete sich mit den „Namen der Berühmtheiten, die er in der Schweiz und im Rest der Welt kannte und malte.“
In dem Fernsehporträt Buen og penselen, das zu Neujahr 1982 von NRK ausgestrahlt wurde, erzählte Castberg dem Publikum von seinem Weg in die große Welt während und nach dem Zweiten Weltkrieg:
„In Stockholm habe ich die unglaublichsten Arbeiten verrichtet, unter anderem Schnee schaufeln. Und einsam war ich auch, aber ich lernte viele Leute kennen und schloss gute Freundschaften, darunter Gösta Ekman, Inga Tidblad und später, mit Hilfe von Henrik Sørensen, den Malerprinzen Eugen. Da fing ich an, ernsthaft für Zeitungen und den Bonnier-Verlag mit Titelbildern und Illustrationen zu zeichnen. […] Und eine Ausstellung in Helsinki war so erfolgreich, dass ich mit meiner Kunst in die Welt reisen wollte. Es wurde Amerika. Dann war es Europa. Dann war es Paris. Es war London. Es war Rom. Und es gab mehrere Ausstellungen in der Schweiz.“ (zitiert bei )

### Schweiz
1946 war Ehefrau Ingrid gestorben, und Johan Christian schloss daraufhin (wann, ist nicht bekannt) eine neue Ehe mit Fredrikke Mustad (* 1909), Tochter von Hans Clarin Hovind Mustad (1871–1948), dem Miteigentümer von O. Mustad & Søn, und dessen Ehefrau Nathalia Fischer Schneider. Es war auch für Fredrikke die zweite Ehe.
Ab den 1970er Jahren hielt Johan Christian Castberg sich oft in der Schweiz auf, in Lausanne und Vevey. Zeitweise war er Nachbar von Charlie Chaplin, der 1977 in Vevey starb. 1982–1986 war Genf Castbergs offizieller Wohnsitz. Trotz seiner Ehe unterhielt er um 1970 in der Nähe von Lausanne eine mehrjährige Beziehung mit der aus Schaffhausen stammenden Grie Empeyta-Schaefle. Der aus Briefen, Zeichnungen und Gemälden bestehende Nachlass der Schaffhauserin war Grundlage für die, soweit bekannt, erste Monografie über Johan Christian Castberg, die 2021 von Fritz Franz Vogel veröffentlicht wurde. „Auch hier residierte er als Lebemann, der gerne junge Frauen porträtierte und älteren Damen zu jüngerem Scheinbild verhalf. Die Porträtarbeit in der Schweiz wie auch in Norwegen sicherte ihm bis zum Tod ein regelmässiges, wenn auch bescheidenes Künstlereinkommen.“

## Ausbildung
- Henrik Sørensen[11][7]
- Autodidakt

## Auslandsreisen und -aufenthalte
(Quellen:)
- USA, Italien, Frankreich, Dänemark, Schweden, Schweiz
- Wohnsitz in Stockholm
- Wohnsitz in Genf (1982–1986)

## Auszeichnungen
- Coppola del Capitolium, Rom 1961[13]

## Werke in öffentlichen Sammlungen
(Quelle:)
- Nationalmuseum Stockholm: Porträt des Bildhauers Carl Eldh, 1942
- Waldemarsudde, Stockholm: Porträt Prinz Eugen, 1942
- Petit Palais, Paris
- Musée d'Art Moderne, Paris
- Universität für Angewandte Kunst, Wien: Porträt von Oskar Kokoschka, 1957
- Walter Gallery, New York
- Gemeinde Bærum
- Gemeinde Gjøvik

## Ausstellungen
(Quelle:)

### Einzelausstellungen
- Kunstnerforbundet, Oslo, 1950
- Galleria Moderne, Helsingfors, 1952
- Galerie Weil, Paris, 1957
- Galleria Querell, Rom, 1961
- Genf, 1971

### Gemeinschaftsausstellungen
- Lausanne, Genf, London